# Rafael Chávez Rodríguez
Rafael Chávez Rodríguez (* 19. August 1952), auch bekannt unter dem Spitznamen Chepe, ist ein ehemaliger mexikanischer Fußballspieler, der vorwiegend im offensiven Mittelfeld agierte.

## Leben
„Chepe“ Chávez begann seine Profikarriere beim Club León, bei dem er zwischen 1969 und 1975 unter Vertrag stand. In diesem Zeitraum gewann er mit den Esmeraldas je zweimal den mexikanischen Pokalwettbewerb und den Supercup, während es in der Meisterschaft 1973 und 1975 jeweils nur zum zweiten Platz reichte. Chávez galt als einer der besten Spieler in der Vereinsgeschichte des León FC und wurde von der mexikanischen Sportzeitschrift Récord in die „beste Mannschaft der Vereinsgeschichte“ aufgenommen.
1975 oder 1976, die Quellen sind widersprüchlich, wechselte er zum Club Universidad de Guadalajara, mit dem er eventuell 1975/76 und auf jeden Fall 1976/77 ein weiteres Mal Vizemeister wurde.
Zwischen 1974 und 1977 bestritt Chávez insgesamt 13 Einsätze für die mexikanische Nationalmannschaft, bei denen ihm drei Treffer gelangen; je ein Tor erzielte er am 6. Januar 1976 gegen Ungarn (4:1), am 1. Februar 1977 gegen Jugoslawien (5:1) und am 15. Oktober 1977 gegen Surinam (8:1).

## Titel
- Mexikanischer Pokalsieger: 1971, 1972
- Mexikanischer Supercup: 1971, 1972